# 浪速鉄道
浪速鉄道（なにわてつどう）は大阪府にあった私設鉄道で、現在の西日本旅客鉄道（JR西日本）片町線の一部片町－四条畷を建設、運行していた。開業後1年半の1897年に大阪進出を目指す関西鉄道に買収され、さらに鉄道国有法により国有化された。

## 歴史

### 計画から開業まで
大阪の東郊外は寝屋川の水運に頼っていたが、これを代替する目的で計画されたという。大阪市の福井精三他11名が1893年に出願、当初は阪堺鉄道と同じく2ft.9in. (838mm) 軌間で計画されたが、着工前に3ft.6in. (1067mm) 軌間に変更されている。工事は平地であったため大きなものもなく、寝屋川架橋が目立つ程度であった。片町－四条畷8M14Cは1895年に開業した。東への延長は考えていなかった模様で、発起人の異なる城河鉄道に四条畷－木津の免許がおりている。

### 関西鉄道との関係
設立当初の計画にあった大阪進出を目指す関西鉄道が、目的の経路にあたる路線であることから買収を持ちかけてきた。開業1年にならない1896年であった。浪速鉄道も資本金と同額で買収されることに異存はなかったので契約は成立した。阪奈間には既に大阪鉄道 (初代) が開業していたが、関西鉄道は四条畷－木津の免許を所有し未着工であった城河鉄道を買収し、この区間の建設と併せて名阪を結ぶ路線を手に入れることになった。

### 関西鉄道買収後
浪速鉄道買収後、関西鉄道は上野から路線を伸ばし、また旧城河鉄道の路線も建設して片町－四条畷－新木津－加茂－名古屋と本線とした。のちに手狭な片町から近接の網島に大阪側起点を移転し、さらに1900年には大阪鉄道を買収して本線が湊町起点奈良経由となったため、旧浪速鉄道の路線は支線に格下げとなった。1907年には鉄道国有法により関西鉄道が国有化され、のちに線路名称の制定により片町線となり、下って1997年のJR東西線の開業と同時に片町駅が廃止されて現在の姿になっている。

### 年表
- 1893年（明治26年）6月29日 出願
- 1893年（明治26年）10月28日 仮免許下付[3]
- 1894年（明治27年）2月15日 免許（軌間2ft9吋）[4][5]
- 1894年（明治27年）6月 軌間変更認可[6]
- 1894年（明治27年）10月15日 起工式
- 1895年（明治28年）8月22日 片町－四条畷8M14C開業[7]
- 1896年（明治29年）7月 関西鉄道と譲渡の契約
- 1897年（明治30年）2月9日 関西鉄道に譲渡、会社解散[8]

## 路線および駅

路線図

- 開業線：片町－四条畷 (8M14C[9][10])
片町－放出－徳庵－住道－四条畷

## 車両
関西鉄道引き継ぎ時は機関車4両、客車24両、貨車15両であった
。

### 蒸気機関車
1 - 4
1885年、米ボールドウィン社製0-6-0 (C) 形タンク機
関西鉄道形式17・望月（もちづき） - 17-20
鉄道院1000形

### 客車
開業時は14両であったが、翌年10両が増備され24両となった。内訳は、二等車2両、二三等合造車4両、三等車16両、旅客緩急車（荷物車）2両である。関西鉄道合併後は、181-202、37.38（旅客緩急車）に改番されたが、あまりに小型で使用せず、1901年9月に公売に付された。その結果、紀州鉄道（南海鉄道和歌山停車場-海草郡黒江町間 1899年免許1904年会社解散）が譲り受けることになったが、会社自体が成立せず、中国鉄道に振り向けられた。

### 貨車
開業時に15両を購入した。内訳は、有蓋車6両、貨物（有蓋）緩急車3両、無蓋車（2枚側）4両、無蓋貨車（手ブレーキ付）2両である。合併後は、これらも337 - 351と改番されたものの使用されず、客車とともに公売に付された。